# Струпков
Стру́пков (укр. Струпків) — село в Отынийской поселковой общине Коломыйского района Ивано-Франковской области Украины.
Население на 2024 год составляло 1088 человек. Занимает площадь 17,891 км². Почтовый индекс — 78227. Телефонный код — 03433.